# HD 8774
HD 8774 — звезда, жёлто-белый субгигант, находящийся в созвездии Андромеда на расстоянии приблизительно 137,79 св. лет от Земли. По состоянию на 2007 год, радиус звезды оценивается в 1,67 солнечного радиуса. Исходя из положительной радиальной скорости, звезда удаляется от Солнца. Возраст звезды составляет от 1,2 до 1,9 млрд лет. Планет у HD 8774 обнаружено не было. Звезда видима невооружённым глазом на ночном небе.